# Isabelle et le Capitaine
Isabelle et le Capitaine est la quatrième histoire de la série Isabelle de Will, Yvan Delporte et Raymond Macherot. Elle est publiée pour la première fois du no 1747 au no 1761 du journal Spirou.

## Univers

### Synopsis
En allant sur la plage du bord de l'Atlantique, Isabelle rencontre le capitaine Fairytale, qui a le don d'exaucer les vœux lorsqu'il a le hoquet. Deux malfrats entendent Isabelle parler de son don et décident d'en profiter.

### Personnages
- Isabelle
- Le capitaine Fairytale : vieux marin accompagné de sa mouette Marjorie
- Oscar et Raoul : deux malfrats
- Priscilla McTwist : Écossaise qui vit sur l'île du capitaine

## Publication

### Revues
Cette histoire de trente planches st publiée pour la première fois du no 1747 au no 1761 du journal Spirou en 1971.

### Album
L'histoire reparaît dans l'album Isabelle et le Capitaine en 1983.